# Tavle (bygningsdel)
 For alternative betydninger, se Tavle (flertydig). (Se også artikler, som begynder med Tavle)
Et Tavl (flertal Tavl) er et felt mellem tømmeret i bindingsværk. Tavl har fra oldtiden været lerklinede, men fra nyere tid har de også været murede. Lerklinede tavl bliver typisk kalket i modsætning til murede tavl.
Udtrykket over stok og sten kommer muligvis fra at kalke både bindingsværk og tavl i samme farve.